# 加勒比海盜 (景點)
加勒比海盗（英語：Pirates of the Caribbean）是加州迪士尼主題樂園、華特迪士尼世界度假區神奇王國、東京迪士尼樂園、巴黎迪士尼樂園度假區和上海迪士尼樂園中的遊樂設施。该游乐设施以17和18世纪加勒比海西印度群岛海盗為背景。1967年，加州迪士尼主題樂園內的加勒比海盜落成，這是首個建成的加勒比海盜遊樂設施。1973年，第二個加勒比海盜設施在華特迪士尼世界度假區神奇王國落成。1983年和1992年，加勒比海盜設施相繼在东京迪士尼乐园和巴黎迪士尼乐园落成。 2016年，加勒比海盜設施在上海迪士尼樂園落成。